# Repetophragma cubense
Repetophragma cubense är en svampart som först beskrevs av Mercado, och fick sitt nu gällande namn av J. Mena 2000. Repetophragma cubense ingår i släktet Repetophragma, klassen Dothideomycetes, divisionen sporsäcksvampar och riket svampar.   Inga underarter finns listade i Catalogue of Life.